# Antoine Criminalis
Antoine Criminalis (Antonio Criminali) (né probablement à Sissa près de Parme le 7 février 1520 et mort le 26 mai 1549) est un jésuite italien missionnaire en Inde.

## Biographie
En septembre 1541, Criminalis se rend en pèlerinage à Rome où il rencontre Ignace de Loyola.
En 1542, alors qu'il est déjà sous-diacre, il est admis parmi les novices scolastiques de la Compagnie de Jésus et envoyé au Portugal où il est ordonné prêtre en 1544. 
Peu après, il reçut l'ordre de s'embarquer pour l'Inde, où depuis quelques années le jésuite François Xavier s'efforce de convertir les indigènes. 
Une tempête empêche un premier voyage en Inde : ce n'est qu'en 1545 que Criminalis réussit à partir sur le navire qui transporte le nouveau gouverneur portugais en Inde. Lui et ses compagnons de voyage débarquent sur l'île de Goa, base portugaise où se trouve le diocèse. Là, Criminalis se présente au Collège de la Sainte Foi, fondé et dirigé par les Jésuites pour la formation du clergé indigène, et sert comme portier et sacristain.
Vers la fin de 1545 ou au début de 1546, il est envoyé pour aider François de Mancias, compagnon de François Xavier, dans les missions sur la côte de Pescheria, l'actuel Deccan où plusieurs milliers de pêcheurs de perles se sont convertis dans l'espoir d'être protégés des incursions des populations musulmanes de l'intérieur. 
Criminalis devient le supérieur de la mission du Cap Comorin et tente de l'organiser en divisant le territoire de manière à avoir une station missionnaire tous les vingt lieues, c'est-à-dire une résidence avec une petite église. Chaque mois, Criminalis qui a partiellement appris la langue locale, parcourt à pied tout le territoire de sa mission. Il suit donc fidèlement la méthode adoptée par François Xavier pour convertir les indigènes. 
En mai 1549, des soldats portugais provoquent la colère des populations de l'intérieur, qui attaquent la résidence missionnaire de Punicale (actuel Punnaikayal (en) au Tamil Nadu en Inde du Sud). Les portugais fuient : Criminalis est percé de quatre lances et décapité alors qu'il aide ses fidèles à fuir par la mer. Sa mort est généralement datée au 26 mai 1549.